# Handarbeit (Arbeitswissenschaft)

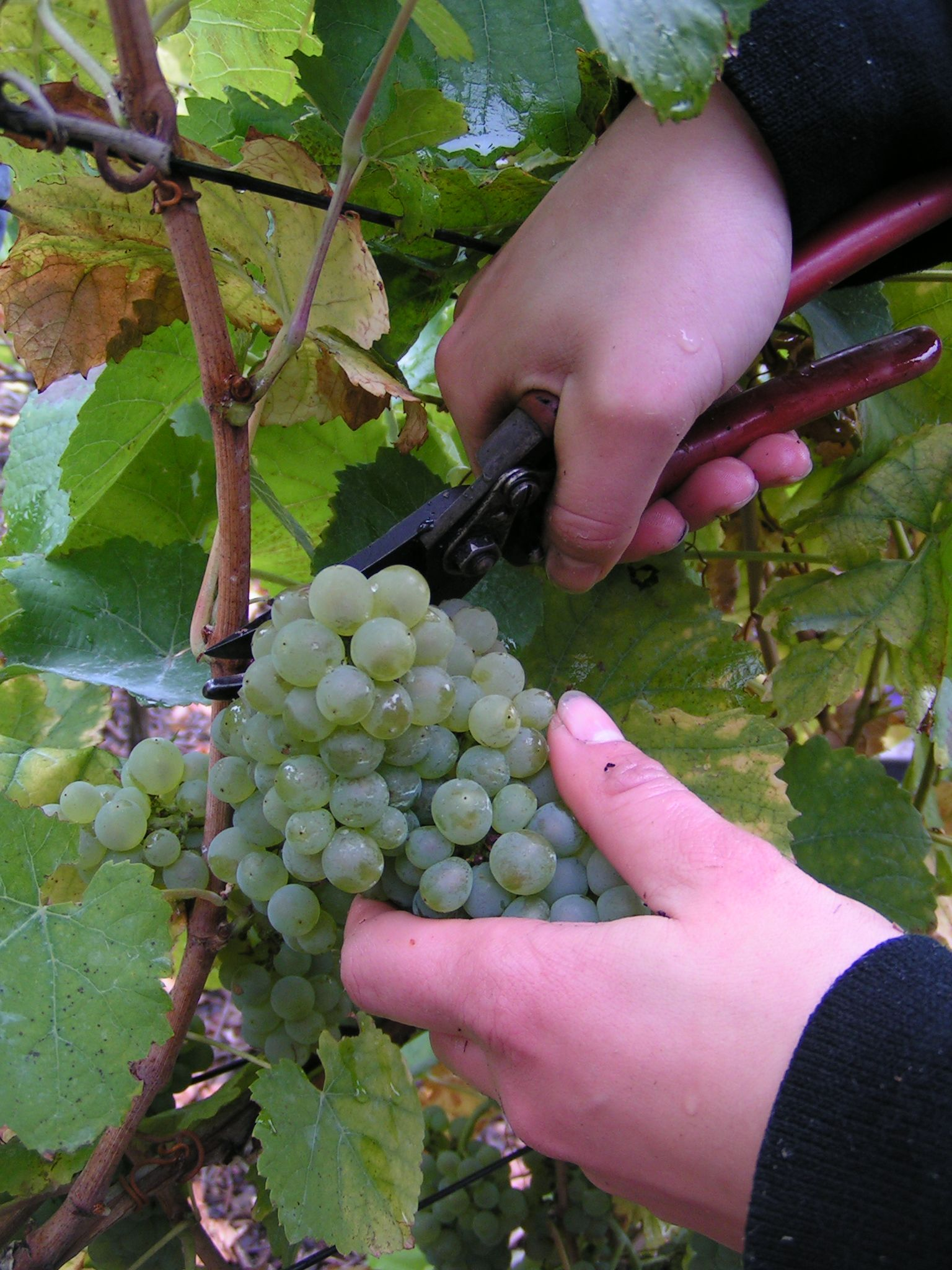
Typische Handarbeit: Traubenlese

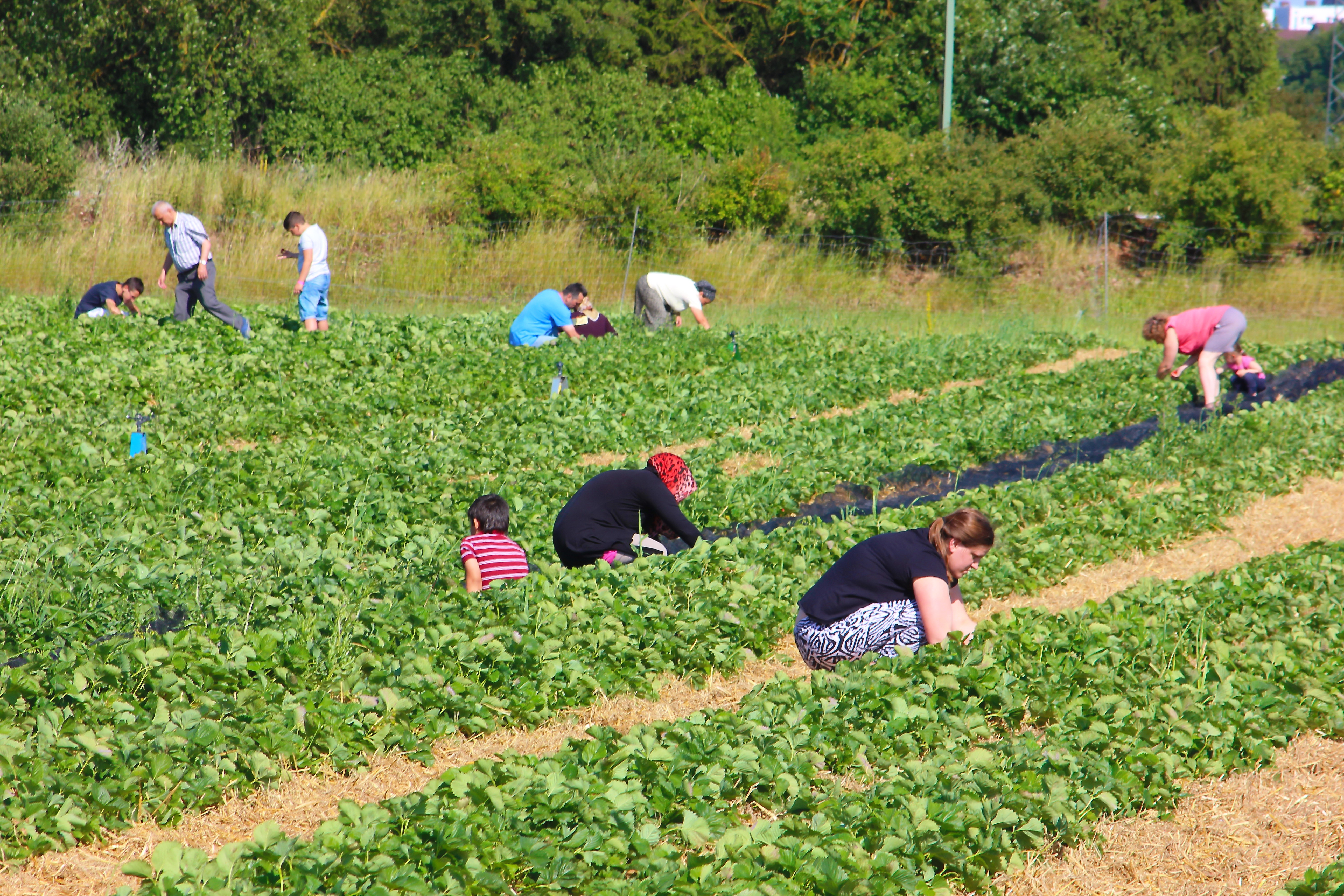
Pflücken im Erdbeerfeld

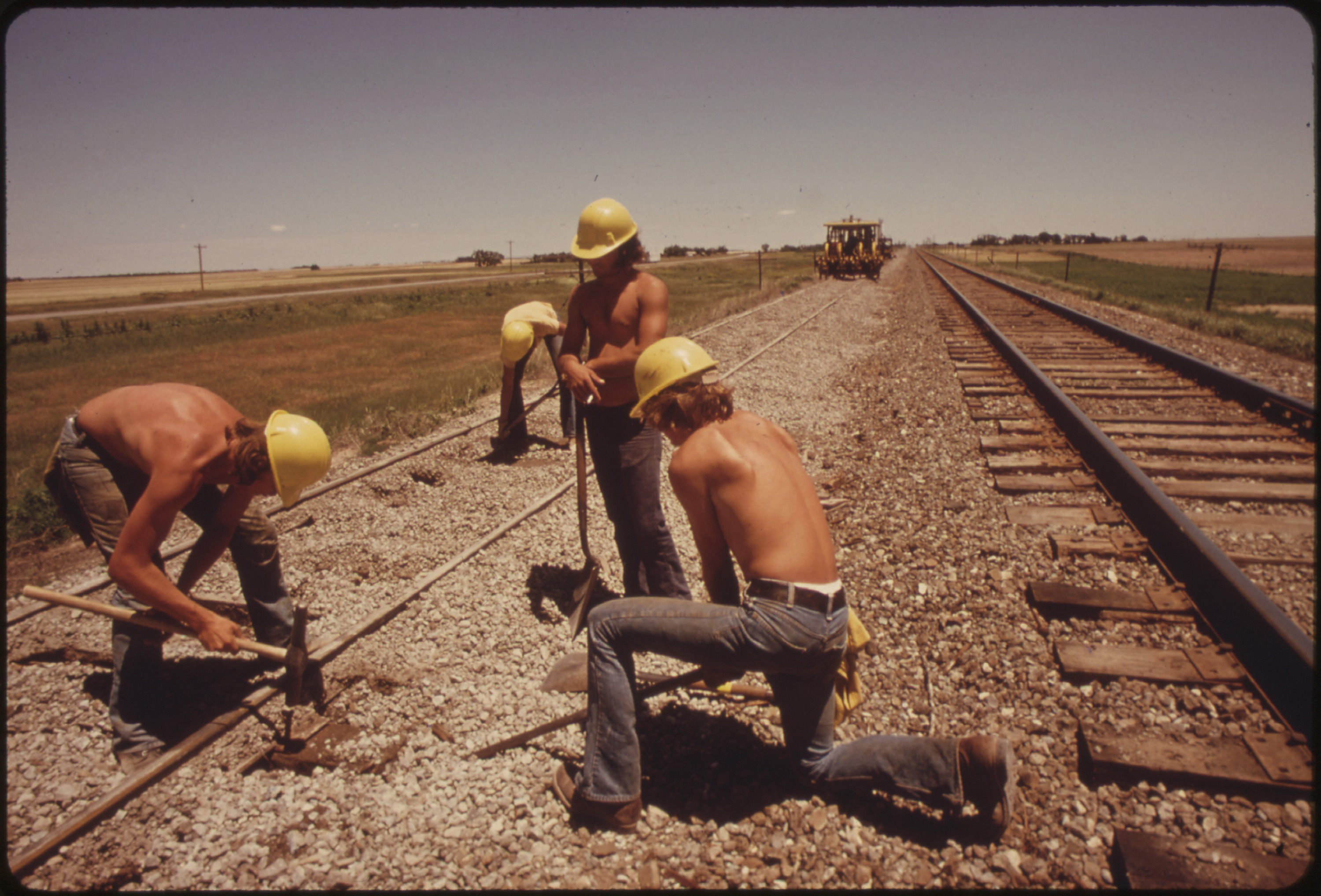
Gleisbauarbeiter in Bellefont/Kansas (1974)

Unter Handarbeit (auch: manuelle Arbeit; englisch manual labour) wird in der Arbeitswissenschaft eine überwiegend oder ausschließlich mit den Händen ausgeführte Tätigkeit verstanden.

## Allgemeines
Es handelt sich um eine körperliche Aktivität im Gegensatz zur geistigen Arbeit. Zur körperlichen Tätigkeit gehören auch die Armarbeit und die Körperarbeit, je nachdem, welche Körperteile für die Tätigkeit überwiegend oder ausschließlich eingesetzt werden müssen.

## Betriebswirtschaftliche Grundlagen
Erich Gutenberg wies 1958 darauf hin, dass die menschliche Arbeitsleistung im Unternehmen von seinen Fähigkeiten und seinem Antrieb bestimmt werde. Fähigkeiten sind seine körperlichen, geistigen und seelischen Anlagen, unter Antrieben verstand er eine „positive Einstellung zur Arbeit“ (also Arbeitsmotivation). Diese Faktoren nennt er subjektive Arbeitsbedingungen, während die objektiven Arbeitsbedingungen die Arbeitstechnik, Gestaltung des Arbeitsplatzes und die Pausenregelung umfassen. Gutenberg erwähnte in diesem Zusammenhang die Faktorsubstitution, „…wenn Maschinenarbeit an die Stelle von Handarbeit tritt“, was er als typisch für die Industrieproduktion ansieht.
Als planmäßige Tätigkeit transformiert die Handarbeit ein Arbeitsobjekt in ein ideell vorgegebenes, angestrebtes Arbeitsergebnis, welches ein marktfähiges Produkt darstellt. Das Arbeitsobjekt ist eine Kombination materieller (Roh-, Hilfs- und Betriebsstoffe) und immaterieller Güter (Informationen, Arbeitsanweisungen, Entscheidungen), die im Rahmen eines Arbeitsprozesses in ein marktfähiges Produkt umgewandelt werden. Im Arbeitsprozess können Potenzialfaktoren repetitiv eingesetzt werden, welche die Arbeitsleistung unterstützen, ohne jedoch selbst in das Produkt einzugehen (etwa Computer, Werkzeuge).

## Arten
Bei der Arbeitsschwere anhand der eingesetzten Muskelgruppen unterschied der Physiologe Gunther Lehmann 1983 zwischen::
- Leichter Handarbeit:[7]
  - im Sitzen: zum Beispiel Nähen, Schnitzen, Schreiben, Stricken, Bedienung der Tastatur oder einer Maus;
  - im Stehen: beispielsweise Chirurgie, Friseur, Knüpfen, Pflücken, Sortierung.
- Mittlerer Handarbeit: unter anderem Benutzung von leichten Handfeuerwaffen, Lymphdrainage, Massage.
- Schwerer Handarbeit, zum Beispiel Arbeiten mit Bohrmaschinen, Erdbohrern, Tragen oder Heben von Traglasten bis 40 Kilogramm in der Ebene oder die Handhabung von Werkstücken oder Werkzeugen über 3 Kilogramm.[8]

Sämtliche Arten müssen die Händigkeit (Rechtshänder, Linkshänder) berücksichtigen. Ein großer Teil der Werkzeuge ist für die Handarbeit geschaffen. Sie erfordert mehr oder weniger Geschicklichkeit, Krafteinsatz und motorische Fähigkeiten. Schwere Handarbeit befindet sich im Übergang zur Muskelarbeit. Auch Akkordarbeit, Heimarbeit, Arbeit im häuslichen Arbeitszimmer und Telearbeit werden überwiegend durch Handarbeit ausgeführt.
Paul Riebel unterschied 1963 folgende Fertigungsverfahren und Mechanisierungsgrade, bei denen mehr oder weniger Handarbeit erforderlich ist:
- Reine Handarbeit (etwa Pflücker);
- von Werkzeugen unterstützte Handarbeit („Werkzeugarbeit“; Klempner);
- mit Muskelkraft angetriebene, manuell gesteuerte Maschinen (Blasebalg);
- motorisierte, manuell gesteuerte Maschinen oder Werkzeuge (Fräser, Zerspanungsmechaniker);
- motorisierte Maschinen mit selbsttätiger Steuerung einzelner Funktionen (Halbautomatik);
- motorisierte Maschinen mit selbsttätiger Steuerung aller Funktionen (Vollautomatik);
- selbständig gesteuerte, mechanisch integrierte Systeme (etwa Fließband, Transferstraße).

Die Handarbeit bei Vollautomation beschränkt sich auf die Steuerungstechnik.

## Messung
Im Hinblick auf den Energieumsatz (in Kilojoule pro Minute: kJ/min) wird unterschieden:
| Art                 | Körperhaltung | kJ/min    |
| ------------------- | ------------- | --------- |
| leichte Handarbeit  | Sitzen        | 1,3 – 2,5 |
| mittlere Handarbeit | Sitzen        | 2,5 – 3,8 |
| schwere Handarbeit  | Knien         | 3,8 – 5,0 |

Die Körperhaltung entscheidet letztlich über die Arbeitsschwere der Handarbeit. Schwere Handarbeit gehört allgemein im Hinblick auf die Arbeitsschwere bei Männern zur leichten, bei Frauen zur mittelschweren Arbeit.

## Wirtschaftliche Aspekte
In den Agrarstaaten der dritten Welt gibt es überwiegend Handarbeit, insbesondere in der Urproduktion (Bergbau, Fischerei, Forstwirtschaft, Landwirtschaft), in Industriestaaten wurde die Handarbeit durch Automatisierung und Mechanisierung verringert. Dennoch kommen sämtliche Wirtschaftszweige in den Industriestaaten nicht ohne Handarbeit aus. Reine Handarbeit in der Industrie ist relativ selten, man findet sie allenfalls bei Verlade- und Sortierarbeiten. Meistens liegt von Werkzeugen unterstützte Handarbeit vor (etwa Hammer, Pinsel, Zange) oder mechanisierte Handarbeit (Bohrmaschinen).
Die großen Anstrengungen aller Wirtschaftszweige, die Kosten für Handarbeit auf das geringstmögliche Maß herabzusetzen, sind allgemein bekannt. Je nachdem, an welcher Arbeitsstätte die Handarbeit vollzogen wird, gibt es insbesondere Bauarbeit, Büroarbeit, Ernte, Feinmechanik, Feinoptik, Feldarbeit, Handwerk (Bäcker, Handwerker, Metzger), Haus- und Familienarbeit, Industriearbeit, Kunsthandwerk, Reinigung oder Arbeit unter Tage. Das Handwerk als zentraler Wirtschaftssektor der Handarbeit wird deshalb definiert als „eine gewerbliche Tätigkeit, im wesentlichen mit der Hand unter Benutzung einfacher Werkzeuge und Geräte ausgeübt“.
Die arbeitsphysiologischen Fähigkeiten der menschlichen Hand einschließlich Finger machen einen Ersatz durch Maschinen (etwa künstliche Intelligenz wie Roboter) meist nur in Bereichen der Massenproduktion möglich, während in der Einzelfertigung auf die Handarbeit kaum verzichtet werden kann. Die Tendenz in der modernen Wirtschaft geht dessen ungeachtet dahin, Handarbeit durch Maschinenarbeit zu ersetzen (Faktorsubstitution), so dass sich ein Übergang von der mittelalterlichen Manufaktur (lateinisch manus, „Hand“ und lateinisch facere, „machen“) über die Fabriken der Gründerzeit bis zur Industrialisierung – die auch als Prozess der Verringerung der Handarbeit verstanden werden kann – ergab.
Arbeitsschutz und Arbeitssicherheit sorgen dafür, dass zum Schutz bei Handarbeit in bestimmten Berufen mindestens Schutzhandschuhe zu tragen sind.
Einige Sportarten sind mit überwiegender oder ausschließlicher Handarbeit verbunden wie Hammerwurf, Handball, Kugelstoßen, Schach oder Speerwurf.